# Brasão de armas de Chipre
O brasão de armas de Chipre representa uma pomba que transporta um ramo de oliveira (um conhecido símbolo da paz) sobre 1960, o ano da independência dos cipriotas em relação à Bretanha. O fundo é um cobre-cor amarela; o presente simboliza os grandes depósitos de minério de cobre em Chipre (principalmente sob a forma de chalcopyrite, que é de cor amarela).
Quando Chipre era uma colónia da coroa britânica, os funcionários coloniais locais usaram um brasão de armas (que na verdade nunca foi oficialmente concedido) de dois leões passant guardant, baseado no brasão real de armas da Bretanha.